# Plexippoides dilucidus
Plexippoides dilucidus là một loài nhện trong họ Salticidae.
Loài này thuộc chi Plexippoides. Plexippoides dilucidus được Maciej Próchniewicz miêu tả năm 1990.